# Davey O’Brien
Robert David „Davey“ O’Brien (* 22. Juni 1917 in Dallas, Texas; † 18. November 1977 in Fort Worth) war ein amerikanischer American-Football-Spieler, der von 1935 bis 1938 im College Football als Quarterback für die Mannschaft der Texas Christian University (TCU) sowie als Profi in den Jahren 1939/1940 für die Philadelphia Eagles in der National Football League (NFL) spielte. Er gewann 1938 mit den TCU Horned Frogs die nationale Meisterschaft und wurde im gleichen Jahr als bester College-Football-Spieler mit der Heisman Trophy und dem Maxwell Award geehrt.
Der Davey O’Brien Award, der jede Saison an den besten Quarterback im College Football vergeben wird, wurde nach ihm benannt.

## Leben
Davey O’Brien wurde 1917 in Dallas geboren und absolvierte in seiner Heimatstadt die Woodrow Wilson High School. Ab 1935 spielte er im College-Football-Bereich als Quarterback für die Mannschaft der Horned Frogs von der Texas Christian University, in der er zunächst Ersatzspieler für Sammy Baugh war und ab 1937 zur Startformation gehörte. 1938 gelang dem Team unter seiner Führung der Gewinn der nationalen Meisterschaft nach einer ungeschlagenen Saison einschließlich eines Sieges im Sugar Bowl. Markant für Davey O’Brien war eine das damalige Offensivspiel der TCU Horned Frogs prägende und für die Spielweise dieser Epoche außergewöhnlich hohe Zahl an Pass-Würfen sowie deren Präzision, wodurch er den Spitznamen Slingshot („Katapult“) erhielt.
Im NFL Draft des Jahres 1939 wurde er von den Philadelphia Eagles ausgewählt, für die er in den Jahren 1939 und 1940 in der National Football League (NFL) sowohl als Quarterback als auch als Defensive Back und als Punter spielte. Er wurde damit der erste Heisman-Gewinner, der in der NFL aktiv war. Nach seinem Rückzug vom Profisport war er bis 1950 für das Federal Bureau of Investigation (FBI) und anschließend für verschiedene Unternehmen in der Ölindustrie tätig. Von 1960 bis 1964 wirkte er als Kommentator bei Fernsehübertragungen von Spielen der Dallas Cowboys. Er starb 1977 in Fort Worth an den Folgen einer langjährigen Krebserkrankung.

## Auszeichnungen
Davey O’Brien wurde 1938 für seine Saisonleistung mit der Heisman Trophy und dem Maxwell Award als bester College-Football-Spieler ausgezeichnet und von 13 verschiedenen Organisationen zum All-American gewählt. 1955 wurde er in die College Football Hall of Fame und ein Jahr später in die Texas Sports Hall of Fame aufgenommen. Nach ihm benannt ist der Davey O’Brien Award, der seit 1981 jährlich an den besten Quarterback im College Football verliehen wird.